# Луцій Лукцей
Луцій Лукцей (*Lucius Lucceius, бл. 107 до н. е. — 43 до н. е.) — політичний діяч, красномовець та історик часів Римської республіки.

## Біографія
Походив з заможного роду вершників Лукцеїв. Син Квінта Лукцея. Здобув гарну освіту. Замолоду затоваришував з Марком Цицероном. У 68—67 роках до н. е. останній робив спроби примирити його з Тітом Помпонієм Аттіком.
У 67 році до н. е. був обраним на посаду претора. Під час своєї каденції не піднявся з місця перед консулом Манієм Ацилієм Глабріоном, який в покарання наказав зламати його курульне крісло. Після цього виносив судові рішення стоячи. Відмовився від провінції Сардинія.
У 64 році до н. е. притягнув до суду Луція Сергія Катіліну за звинуваченням у вбивстві проскрибованих, але не домігся його засудження. У 63 році до н. е. допомагав Цицерону в розкритті змови Катіліни.
Домагався консульства на 59 рік до н. е., уклавши передвиборний союз з Гаєм Юлієм Цезарем і обіцяв гроші від імені їх обох, проте програв вибори Марку Кальпурнію Бібулу. Близько 59 року до н. е. стягував борги з іллірійського міста Булліда за допомогою проконсула Куллеола.
У 57 році до н. е. приймав у своєму будинку Діона, очільника Єгипетського посольства, на якого, як стверджувалося, готував замах Марк Целій Руф за допомогою підкуплених рабів Лукцея. Пізніше Діон переселився до Гая Копонія, але все одно був убитий. У 56 році до н. е. Лукцей надав в суді свідчення на захист Целія.
У 51 році до н. е. з невідомої причини вступив в конфлікт з Квінтом Кассієм. Наприкінці 50-х років до н. е. відчував якісь фінансові проблеми, тому продав тускульську віллу і прибуткові будинки у Флументанських брам. Його готівку в Кілікії за розпорядженням намісника Цицерона було внесено в храм, і пізніше ними скористався Гней Помпей Великий, з яким Лукцей товаришував.
У 49 році до н. е. став на бік Гнея Помпея у громадянській війні з Цезарем. Переконував Цицерона зробити те ж саме, але марно. У 48 році до н. е. був присутнім в раді Помпея в Діррахіі при обговоренні мирних пропозицій Цезаря. Після перемоги Цезаря у 46 році до н. е. у битві при Фарсалі отримав від нього прощення і повернувся в Рим.
У 45 році до н. е. втішав Цицерона в зв'язку зі смертю доньки. Був невдоволеним диктатурою Цезаря і підтримав його вбивство у 44 році до н. е., хоча не став підтримувати республіканців відкрито.
У 43 році до н. е. Лукцея був таємно спрямований сенатом до Брута і Кассія, щоб просити їх про допомогу проти Антонія і Октавіана. Наприкінці цього ж року проскрибованим через прихильність до Брута та великі статки. Лукцей добровільно здався переслідувачам і був страчений.

## Творчість
Написав історію Союзницької війни і громадянської війни Марія і Сулли і планував писати продовження. У 56 році до н. е. отримав від Цицерона прохання написати історію його консульства і, мабуть, дав згоду.